# Divize C 2011/2012
V soubojích 46. ročníku České divize C 2010/11 se utkalo 16 týmů dvoukolovým systémem podzim – jaro. Tento ročník začal v srpnu 2010 a skončil v červnu 2011.

## Nové týmy v sezoně 2011/12
Z ČFL 2010/11 sestoupil tým FK Baumit Jablonec „B“. Z krajských přeborů postoupila vítězná mužstva ročníku 2010/11: SK Převýšov z Královéhradeckého přeboru, FK Pardubice „B“ z Pardubického přeboru, FK Kolín z Středočeského přeboru a FK Jiskra Mšeno - Jablonec nad Nisou z Libereckého přeboru. Z Divize B sem byly přeřazeny týmy FK Polepy a FK Admira Praha

## Kluby podle přeborů
- Královéhradecký (7): FK Náchod, TJ Dvůr Králové nad Labem, RMSK Cidlina Nový Bydžov, SK Převýšov, FC Hradec Králové „B“, 1. FK Nová Paka, MFK Trutnov.
- Pardubický (2): FK Pardubice „B“,  TJ Jiskra Ústí nad Orlicí.
- Liberecký (3): FK Pěnčín-Turnov, FK Jiskra Mšeno - Jablonec nad Nisou, FK Baumit Jablonec „B“.
- Středočeský (3): FK Kolín, FC Velim, FK Polepy.
- Praha (1): FK Admira Praha.

## Výsledná tabulka
| Poř. | Tým                                  | Z  | V  | R  | P  | VG | OG | B  |
| ---- | ------------------------------------ | -- | -- | -- | -- | -- | -- | -- |
| 1.   | FK Kolín                             | 30 | 23 | 4  | 3  | 72 | 18 | 73 |
| 2.   | SK Převýšov                          | 30 | 19 | 4  | 7  | 70 | 33 | 61 |
| 3.   | FC Velim                             | 30 | 18 | 3  | 9  | 53 | 40 | 57 |
| 4.   | TJ Jiskra Ústí nad Orlicí            | 30 | 13 | 7  | 10 | 62 | 44 | 46 |
| 5.   | TJ Dvůr Králové nad Labem            | 30 | 13 | 6  | 11 | 66 | 51 | 45 |
| 6.   | FK Jiskra Mšeno - Jablonec nad Nisou | 30 | 8  | 10 | 11 | 54 | 44 | 44 |
| 7.   | FC Hradec Králové „B“                | 30 | 11 | 11 | 8  | 43 | 38 | 44 |
| 8.   | FK Pěnčín-Turnov                     | 30 | 12 | 8  | 10 | 43 | 43 | 44 |
| 9.   | FK Polepy                            | 30 | 12 | 4  | 14 | 54 | 69 | 40 |
| 10.  | FK Pardubice „B“                     | 30 | 11 | 6  | 13 | 51 | 48 | 39 |
| 11.  | FK Admira Praha                      | 30 | 11 | 4  | 15 | 42 | 55 | 37 |
| 12.  | FK Baumit Jablonec „B“               | 30 | 11 | 3  | 16 | 54 | 63 | 36 |
| 13.  | 1. FK Nová Paka                      | 30 | 9  | 8  | 13 | 41 | 49 | 35 |
| 14.  | FK Náchod                            | 30 | 8  | 10 | 12 | 39 | 53 | 34 |
| 15.  | RMSK Cidlina Nový Bydžov             | 30 | 6  | 5  | 19 | 28 | 68 | 23 |
| 16.  | MFK Trutnov                          | 30 | 1  | 9  | 20 | 18 | 74 | 12 |

Poznámky:
- Z = Odehrané zápasy; V = Vítězství; R = Remízy; P = Prohry; VG = Vstřelené góly; OG = Obdržené góly; B = Body
- O pořadí klubů se stejným počtem bodů rozhodly vzájemné zápasy.

|  | Postup do ČFL 2012/13                           |
|  | Sestup do příslušného krajského přeboru 2012/13 |
|  | Tým odešel do Juniorská liga 2012/13            |